# Бар (річка)
Барупе Барич (річка)
Бар — річка в Україні, ліва притока річки Тисмениці (басейн Дністра). Бере початок на північно-східних схилах гори Магури (729 м), що у Східних Бескидах. Тече по території Дрогобицького району Львівської області. Довжина 26 км. Площа водозбірного басейну 114 км². Похил річки 8,8 м/км. Долина коритоподібна, з пологими схилами, завширшки до 2,5 км. Річище звивисте, ширина — пересічно 2 м. На окремих ділянках відрегульоване і закріплене. Використовується на водопостачання і наповнення ставків, а також для рибальства.
Головні притоки: Шумівка (права), Радичів (ліва).
В Унятичах на річці Бар створено дамби, адже коли йдуть сильні дощі, вода виходить з берегів і утворюються повені, що затоплюють будинки, сади, городи тощо.